# الإرهاب المحلي

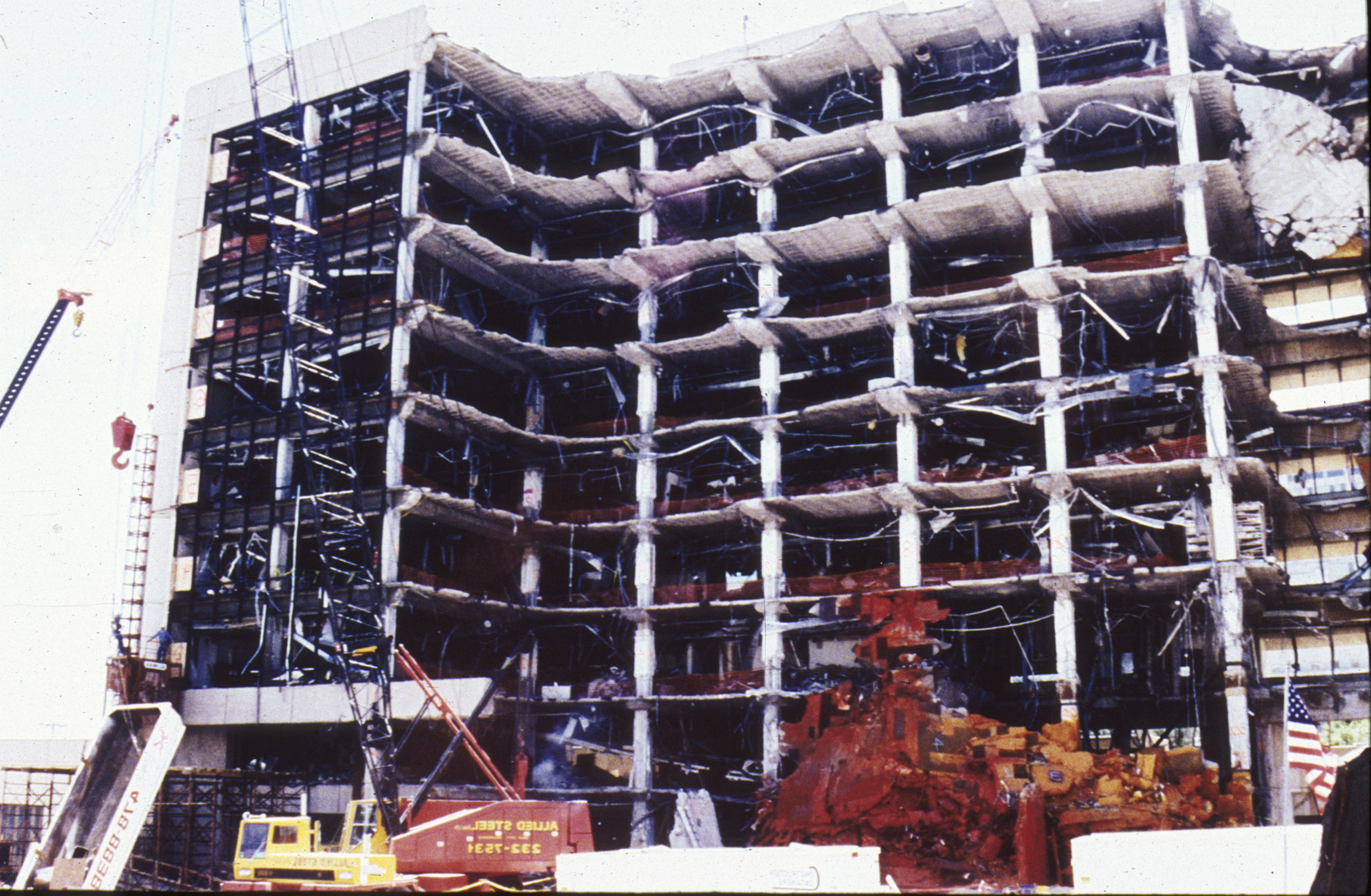

الإرهاب المحلي هو شكل من أشكال الإرهاب يكون فيه الضحايا «من داخل بلد ما أو يستهدف مجرم من نفس الجنسية». يوجد العديد من التعاريف للإرهاب، لكن لم يُقبل أحدها عالميًا. سنة 2003 عَرفت وزارة الخارجية الأميركية الإرهاب «أنه عنف مُدبر ذو دوافع سياسية، يُرتكب ضد أهداف مدنية بواسطة مجاميع عرقية أو عملاء سريين، وعادةً ما يكون الغرض منه التأثير في جمهور ما». لا توجد جريمة جنائية اتحادية مُصنفة إرهابًا محليًا.

## التعريف
رغم وجود العديد من التعاريف الممكنة للإرهاب المحلي، فإنه يُعرف عمومًا بأنه إرهاب يستهدف فيه الجناة بلدانهم. يعرف إندرز الإرهاب الأهلي بكونه «محلي النشأة يكون فيه المستهدف والجناة جميعهم من نفس البلاد». مصطلح «الإرهاب المحلي» يرتبط بالإرهاب الجهادي ضد بلدان الغرب. وصف ويلنر ودوبلوز الإرهاب المحلي بأنه «غربيين متطرفين ومنظمين بصورة مستقلة مع مساعدات توجيهية بسيطة من الشبكات العابرة للقومية، تنشأ داخل الوطن أو البلد المضيف وتستهدف مواطنيهم». في تقرير قدمه مركز أبحاث الكونغرس بعنوان «الإرهاب الجهادي الأمريكي: مكافحة تهديد معقد»، يصف هذا التقرير «الإرهاب المحلي» بأنه نشاط إرهابي يرتكبه داخل الولايات المتحدة أو خارجها مواطنون أمريكيون أو مقيمون شرعيون دائمون أو زوار متطرفون إلى حد بعيد داخل الولايات المتحدة.
في ضوء قانون باتريوت الصادر سنة 2001، يُعرف الإرهاب الأهلي بأنه:
- أ- نشاطات تتضمن أفعالًا خطرة على حياة الإنسان، تمثل انتهاكًا لقانون الجرائم في الولايات المتحدة أو أي ولاية أمريكية.
- ب- فعل يهدف إلى:

1. إرهاب أو إكراه السكان المدنيين.
2. التأثير في سياسات الحكومة بالترهيب أو الإكراه.
3. التأثير في أداء الحكومة بواسطة عمليات الدمار الشامل والاغتيالات وعمليات الخطف.

- ج- حدث يحدث داخل النطاق الإقليمي للسلطة القضائية في الولايات المتحدة.

وُضع هذا التعريف لوضع التحقيقات القانونية قيد التنفيذ. في حين يُعد الإرهاب الدولي -الأعمال الإرهابية العابرة للحدود الوطنية- جريمة في القانون الاتحادي، مع أنه لا توجد جريمة جنائية اتحادية تشير إلى «الإرهاب المحلي». تُوجَّه التهم إلى أعمال «الإرهاب المحلي» تحت أسماء قانونية معينة، مثل قتل العملاء الفدراليين أو محاولة استخدام المتفجرات لنسف مبنى تجاري.

## وقائع ودراسات
الإرهاب المحلي ليس ظاهرة جديدة على العالم. يجادل المحللون الأمنيون أنه بعد نهاية الحرب الباردة، أصبحت النزاعات العسكرية تتضمن بتزايد جهات فاعلة عنيفة غير دولية تشن حروبًا غير متكافئة، يمثل الإرهاب جزءًا منها. كشفت الولايات المتحدة عن عدد من المخططات الإرهابية التي قمعتها بنجاح الاستخبارات الداخلية وقوات الأمن. بدأت الولايات المتحدة تأخذ في الحسبان التهديد الناجم عن الإرهاب المحلي، ويتضح ذلك في حجم الكتابات حول هذا الموضوع في السنوات الأخيرة، وازدياد عدد المواقع الإرهابية منذ نشر أبو مصعب الزرقاوي في العراق مقاطع مصورة تُظهر قطع الرؤوس سنة 2003. في وثيقة نشرها مكتب التحقيقات الفدرالية في يوليو 2009، قُدر عدد المواقع والمنتديات التي تدعم تلك النشاطات بنحو 15 ألف، 10 آلاف منها يعمل بنشاط. 80% من هذه المواقع تنشط على خوادم أمريكية.
وفقًا لدراسة قدمها مركز خدمات الكونغرس البحثية بعنوان «الإرهاب الجهادي الأمريكي: المحاربة ضد خطر معقد»، نفذت الجهات القانونية من مايو 2009 إلى نوفمبر 2010 اعتقالات مرتبطة بـ 22 مؤامرة إرهابية محلية مستوحاة من الجهاديين بواسطة مواطنين أمريكيين أو مقيمين شرعيين في الولايات المتحدة. وتلك زيادة ملحوظة مقارنةً بالمخططات الـ 21 التي ضُبطت خلال 7 سنوات بعد أحداث 11 سبتمبر. في حين حدث هجومان بين مايو 2009 ونوفمبر 2010 أنتجا 14 ضحية. يُظهر هذا الارتفاع أن بعض الأمريكيين عُرضة للأيديولوجيات التي تدعم هذا النمط العنيف من الجهاد.
تقريبًا يرتبط ربع هذه المخططات بجماعات إرهابية دولية كبيرة، ويشغل الأمريكيين بتزايد أدوارًا قيادية وعملية عالية المستوى في هذه الجماعات الإرهابية، خصوصًا تنظيم القاعدة والجماعات المرتبطة بها. وصف مايكل هايدن المدير السابق في الاستخبارات الأمريكية الإرهاب المحلي بأنه التهديد الأخطر الذي يواجه المواطنين الأمريكيين. وكذلك تعد المملكة المتحدة الإرهاب محلي المنشأ تهديدًا كبيرًا. في 6 يونيو 2011 أعلن رئيس الوزراء ديفيد كاميرون إستراتيجية واسعة المدى لمنع المواطنين البريطانيين من التحول إلى التطرف خلال المرحلة الجامعية. تهدف الاستراتيجية إلى منع دعاة التطرف من دخول الجامعات.
في يوليو 2019 صرح رئيس مكتب التحقيقات الفدرالية كريستوفر راي في جلسة استماع للجنة القضائية في مجلس الشيوخ، أن الوكالة نفذت نحو 100 اعتقال مرتبط بالإرهاب المحلي منذ أكتوبر 2018، ارتبط أكثر المعتقلين بطريقة ما بقضية تفوق البيض. وصرّح أيضًا «المكتب يلاحق الإرهاب المحلي بقوة، مستخدمًا مصادر مكافحة الإرهاب ومصادر التحقيقات الجنائية، ويتعاون تعاونًا وثيقًا مع الشركاء الحكوميين والمحليين»، لكنهم يركزون على العنف ذاته لا أسسه الأيديولوجية. ووقع عدد مماثل من الاعتقالات لحالات إرهاب دولية. إن فكرة تفوّق البيض تمثل تهديدًا بارزًا ومنتشرًا في الولايات المتحدة.

### إرهاب الذئاب المنفردة
يوصف الإرهاب المحلي عادةً بإرهاب الذئاب المنفردة. يعرِّف عالم الاجتماع رامون سبايجي إرهاب الذئاب المنفردة بأنه عمل إرهابي، يرتكبه شخص واحد بنفسه دون ارتباط بمنظمة ما. منذ أواخر القرن العشرين وبدايات القرن الحادي والعشرين، ارتبط إرهاب الذئاب المنفردة أساسًا في الولايات المتحدة بتفوق البيض والأصولية الإسلامية وأعداء الدولة المتطرفين مثل تشارلز وايتمان وتيموثي مكفاي ودايلان روف. يتشارك العديد من إرهابيي الذئاب المنفردة في سمة مشتركة هي رغبتهم في الانضمام إلى جماعة ما لكنهم يواجَهون بالرفض.
في كتابهما الصادر سنة 2007 بعنوان «مطاردة الإرهابيين الأمريكيين» وصف نائب مدير مكتب التحقيقات الفيدرالية تيري تورجي والعميلة الخاصة السابقة كاثلين باكيت، 6 معايير لتعريف إرهابي الذئاب المنفردة:
1. تنظم العمل الإرهابي مجموعة قليلة أو شخص واحد دون العمل مع مجموعة منظمة.
2. يرغب الفرد في القيام بأعمال عنف مميتة لتحقيق مراده.
3. غايتهم الأساسية ذات نطاق أيديولوجي أو سياسي أو ديني.
4. يرغبون في تحقيق أضرار جانبية واسعة النطاق.
5. لا ينوون الانتحار إلا أن يتطلب الأمر.
6. يقترفون الجرائم لإيصال رسالة ما إلى العامة، أو أن يكون العمل ذاته هو الرسالة.

## الراديكالية
لا يوجد طريق محدد للعنف. كان الإرهابيون المحليون من المتسربين من المدارس الثانوية وخريجو جامعات وأعضاء من القوات العسكرية، ويمتد الأمر إلى مجال الاقتصاد. يقترح مات كوفرترب في دراسة منشورة حديثًا في «مجلة السياسات والعلاقات الدولية» البريطانية أن الإرهاب المحلي هو نتاج انعدام امكانيات المشاركة السياسية الهادفة. بعض الإرهابيين المحليين درسوا خارج البلاد وتأثروا بالفكر الإسلامي المتطرف. في حين وجد البعض الآخر إلهامهم من الإنترنت. يشير مقال منشور في «مجلة علم الاجتماع» البريطانية إلى أن التمييز في معاملة الأقليات، خصوصًا عزل مساكن المسلمين في البلدان الأوروبية مثل إنكلترا وألمانيا وفرنسا، قد يساهم في تطرف المسلمين الذين يعيشون في هذه البلدان.
كتب مارك سيجمان في كتابه بعنوان «الجهاد بلا قيادة: شبكات الإرهاب في القرن الحادي والعشرين»: خلافًا للاعتقاد الشائع، فإن التطرف نحو الإرهاب ليس نتيجة الفقر ومختلف أشكال غسيل الأدمغة والشباب والجهل وقلة التعليم والتوظيف وانعدام المسؤولية الاجتماعية والإجرامية أو المرض العقلي. ويقول إن الوسطاء والأئمة المتحدثين بالإنكليزية مثل أنور العولقي -توفي سنة 2011- الذي يمكن إيجادهم عادًة بمنتديات على الإنترنت، يؤمّنون أدوارًا أساسية بعمليات التطرف. تدعم الشبكات الاجتماعية على الإنترنت المتوفرة في المنتديات المعتقدات المتطرفة للفرد.
أنظمة السجون أيضًا مصدر للقلق بوصفها مكانًا لتجنيد الجهاديين، يوجد نحو 30 مدان سابق ممن كانوا حاضرين في مخيمات التدريب في اليمن، اتجهوا إلى التطرف في السجن. وفقًا لورقة بحثية قدمها بيتر بيرجن وبروس هوفمان في سبتمبر 2010 لمركز السياسات بين الحزبية، فإن الثابت الوحيد هو كراهية بلدهم الأم أو البلد المتبنى ودرجة خطيرة من القابلية للتطويع والحماس الديني الذي يبرر ويشرع العنف ويحث الأفراد المتأثرين بسرعة وربما بسهولة نحو أعمال مميتة.

## التدريب
ذكر بروس هوفمان بأن تدريب الإرهابيين المحتملين المحليين يكون سريعًا جدًا أحيانًا، أو مستعجلًا، فتشعر بعض الجماعات التي تتعرض لهجوم القوات الأمريكية بالحاجة إلى تنفيذ العمليات «بشكل أسرع مما يحدث بالعادة». حدث ذلك في المؤامرة الإرهابية الفاشلة التي حصلت في تايمز سكوير والتي نفذها فيصل شزاد. سُجِّلت حركة طالبان الباكستانية باعتبارها الموفِّر للتمويل والتدريب لمدة أربعة أشهر لشزاد مباشرة قبل هجومه في تايمز سكوير. أفادت التقارير بأن شزاد لم يتلق سوى ثلاثة إلى خمسة أيام من التدريب على صنع القنابل.
سافر بعض الأفراد إلى بلد آخر يحتوي على التطرف، باكستان غالبًا، بالإضافة إلى العراق أو أفغانستان أو اليمن أو الصومال. تلقى محمد صديق خان، القائد العملياتي للخلية الإرهابية، تدريبات عسكرية ومتفجرات في معسكر بمقاطعة مالاكاند في باكستان في يوليو عام 2003 قبل تنفيذه لتفجيرات الأنفاق في لندن. أخذ صديق خان شيزاد تنوير إلى كراتشي في باكستان بين أواخر عام 2004 وفبراير عام 2005، حيث عبروا الحدود لتلقي التدريب في معسكرات القاعدة في أفغانستان.
تنوعت أساليب تدريب المجندين واستخدامهم، تلقى البعض، مثل شزاد، القليل من التدريب وفشلوا في النهاية في تحقيق أهدافهم. كانت جهود الآخرين، مثل جهود العميل النائم ديفيد هيدلي في الاستطلاع، ضرورية لتحقيق نجاح منظمة لشكر طيبة في هجمات نوفمبر عام 2008 في مومباي.
تحدث بعض الباحثين عن تحقيق بعض الذئاب المنفردة لأهداف معينة، ولكن الغالبية العظمى من الأفراد فشلوا في تنفيذ خططهم بسبب نقص التدريب والتخطيط. طُرِح أيضًا سؤال حول ما إذا كان هؤلاء الأفراد متطرفين أو يعانون من مشاكل أخرى. كان لدى الأمريكي الذي اعتنق الإسلام، عبد الحكيم محمد (الاسم عند الولادة: كارلوس بليدسو)، الذي قتل مجندًا عسكريًا أمريكيًا في ليتل روك بأركنساس وأصاب آخر، العديد من الأهداف والخطط الأخرى التي سارت بشكل خاطئ. لم يعترف في البداية بعمله مع تنظيم القاعدة في شبه الجزيرة العربية إلا بعد مرور بعض الوقت على اعتقاله، ولم ير المحققين أي دليل على ذلك. قال المدعي العام الرئيسي في المقاطعة، بغض النظر عن تصريحات محمد التي تخدم مصلحته، إنها كانت «مجرد جريمة قتل مروعة»، مثل الجرائم الأخرى التي شهدها. وصف والد بليدسو ابنه بأنه «غير قادر على التعامل مع الواقع». وُجِّهت إليه تهمة بالقتل العمد والعديد من التهم المشابهة، ولكن لم توجَّه إليه تهم بالإرهاب، واعترف بهم جميعهم.
لفت الأمريكي نضال حسن، الرائد والطبيب النفسي في الجيش الأمريكي المتهم في حادث إطلاق النار في حادثة فورت هود في عام 2009، انتباه الزملاء والرؤساء قبل إطلاق النار بسنوات، ووثقوا مخاوفهم بشأن حالته العقلية. صنفت وزارة الدفاع الحدث على أنه «عنف في مكان العمل» وليس إرهابًا، حتى موعد محاكمة حسن العسكرية. يعتقد بعض المراقبين أن سماته الشخصية تشبه إلى حد كبير سمات القتلة الجماعيين أكثر من سمات الإرهابيين، ولكنه لم ينتمي إلى أي مجموعة معينة.
جند تنظيم الشباب الصومالي الكثير من الشباب في مينيابوليس وسانت بول في مينيسوتا. تلقى أكثر من 30 صومالي أمريكي تدريبات على يد كبار قادة القاعدة في الصومال. أشار ذلك، وفقًا لهوفمان، إلى أن التطرف والتجنيد ليسا ظاهرتين منعزلتين ينفذهما إرهابي منفرد وخاصتين بالصوماليين الأمريكيين، ولكن هناك بنية تحتية لتجنيد الإرهابيين في الولايات المتحدة. انخفض عدد الأمريكيين في تنظيم الشباب منذ الفترة بين 2007-2008؛ وذلك بعد مقتل عشرات المجندين الأمريكيين في القتال في الصومال.